# 正の数と負の数
数学における正の数（せいのすう、英: positive number, plus number, above number; 正数）は、0より大きい実数である。対照的に負の数（ふのすう、英: negative number, minus number, below number; 負数）は、0より小さい実数である。とくに初等数学・算術や初等数論などの文脈によっては、（暗黙の了解のもと）特に断りなく、より限定的な範囲の正の有理数や正の整数という意味で単に「正の数」と呼んでいる場合がある。負の数も同様である。

## 関数

### 符号関数
定義域が実数であり、正数に対して1を、負数に対して−1を、ゼロに対して0を返す関数 sgn(x) を定義できる。この関数は符号関数と呼ばれることがある
{\displaystyle \operatorname {sgn}(x)=\left\{{\begin{matrix}-1&:x<0\\\;0&:x=0\\\;1&:x>0\end{matrix}}\right.}
このとき（x=0の場合を除き）以下の式が得られる。
{\displaystyle \operatorname {sgn}(x)={\frac {x}{|x|}}={\frac {|x|}{x}}={\frac {d{|x|}}{d{x}}}=2H(x)-1.}
ここで |x| は x の絶対値であり、H(x) はヘヴィサイドの階段関数である。微分法も参照。

### 複素符号関数
定義域が複素数であり、正数に対して1を、負数に対して-1を、ゼロに対して0を返す csgn(x) を定義できる 。この関数は複素符号関数と呼ばれることがある。
{\displaystyle \operatorname {csgn} (x)=\left\{{\begin{matrix}-1&:x<0\\\;0&:x=0\\\;1&:x>0\end{matrix}}\right.}
複素数の大小は以下のように解釈する。
{\displaystyle {\begin{cases}x>0\iff \operatorname {Re} (x)>0\vee (\operatorname {Re} (x)=0\land \operatorname {Im} (x)>0)\\x<0\iff \operatorname {Re} (x)<0\vee (\operatorname {Re} (x)=0\land \operatorname {Im} (x)<0)\\\end{cases}}}

## 符号付き数の算術演算

### 加算と減算
数列は、零・正数・負数の三種類が組み合わさって構成されており、基準点が零、基準点から増えている分が正数、基準点から減っている分が負数となる。
従って、加算と減算では、負数は負債であり、正数は収益であると考えることができる。同じく、時間や世代の距離を数える場合にも、零は現在や自分、負数は過去や年上（親や祖父母など）、正数は未来や年下（子供や孫など）であると考えることもできる。
負数を加えることは、対応する正数を減ずることになる。逆に、負数を減ずることは、対応する正数を加えることになる。
- 9 − 5 = 4

（9歳年下の人物と5歳年下の人物は、4歳離れている。）
- 7 − (−2) = 9

（7歳年下の人物と2歳年上の人物は、9歳離れている。）
- −4 + 12 = 8

（¥4の負債があって収益による¥12の資産を得たら、純資産は¥8である）（注:純資産＝資産総額－負債総額）
- 5 + (−3) = 5 − 3 = 2

（¥5の資産を持っていて¥3の負債ができたら、純資産は¥2である）
- –2 + (−5) = −2 − 5 = −7

（¥2の負債があってさらに¥5の負債ができたら、負債は合わせて¥7になる）
減算と負符号の概念の混乱を避けるため、負符号を上付きで書く場合もある（ただし、会計では負符号を△で表現する）。
−2 + −5 = −2 − 5 = −7
△2 + △5 = △2 − 5 = △7
正数をより小さな正数から減ずると、結果は負となる。
4 − 6 = −2
（¥4を持っていて¥6を使ったら、負債¥2が残る）
正数を任意の負数から引くと、結果は負となる。
−3 − 6 = −9
（負債が¥3あってさらに¥6を使ったら、負債は¥9となる）
負数を減ずることは、対応する正数を加えることと等価である。
5 − (−2) = 5 + 2 = 7
（純資産¥5を持っていて負債を¥2減らしたら、新たな純資産は¥7となる）
別の例
−8 − (−3) = −5
（負債が¥8あって負債を¥3減らしたら、まだ¥5の負債が残る）

### 乗算
負数を掛けることは、正負の方向を逆転させることになる。負数に正数を掛けると、積は負数のままとなる。しかし、負数に負数を掛けると、積は正数となる。
(−20) × 3 = −60
（負債¥20を3倍にすれば、負債¥60になる。）
(−40) × (−2) = 80
（後方へ毎時40km進む車は、2時間前には現在地から前方へ80kmの位置にいた。）
これを理解する方法の1つは、正数による乗算を、加算の繰り返しと見なすことである。3 × 2 は各グループが2を含む3つのグループと考える。したがって、3 × 2 = 2 + 2 + 2 = 6 であり、当然 −2 × 3 = (−2) + (−2) + (−2) = −6 である。
負数による乗算も、加算の繰り返しと見なすことができる。例えば、3 × −2は各グループが−2を含む3つのグループと考えられる。
3 × −2 = (−2) + (−2) + (−2) = −6
これは乗算の交換法則を満たすことに注意
3 × −2 = −2 × 3 = −6
「負数による乗算」と同じ解釈を負数に対しても適用すれば、以下のようになる。
| −4 × −3 | = − (−4) − (−4) − (−4) |
|         | = 4 + 4 + 4            |
|         | = 12                   |

しかし形式的な視点からは、2つの負数の乗算は、積の和に対する分配法則によって直接得られる。
| −1 × −1 | = (−1) × (−1) + (−2) + 2     |
|         | = (−1) × (−1) + (−1) × 2 + 2 |
|         | = (−1) × (−1 + 2) + 2        |
|         | = (−1) × 1 + 2               |
|         | = (−1) + 2                   |
|         | = 1                          |

### 除算
除算も乗算と同じく、負数で割ることは、正負の方向を逆転させることになる。負数を正数で割ると、商は負数のままとなる。しかし、負数を負数で割ると、商は正数となる。
被除数と除数の符号が異なるなら、商は負数となる。
(−90) ÷ 3 = −30
（負債¥90を3人で分けると、負債¥30ずつ継承される。）
24 ÷ (−4) = −6
（東を正数、西を負数とする場合：4時間後に東へ24km地点に進む車は、1時間前には西へ6kmの位置にいる。）
両方の数が同じ符号を持つなら、商は（両方が負数であっても）正数となる。
(−12) ÷ (−3) = 4

### 累乗
累乗は乗算や除算と同じく、指数を正数にすると、「n乗」に倍増される。しかし、指数を負数にすると、「1 / n乗」に分割される。つまり、指数 n を正数にすると「n 回乗算を繰り返す」ことになるが、指数 n を負数にすると「n 回除算を繰り返す」ことになる。
33 = 27
（×3 ×3 ×3 = 27）
3−3 = 1/27
（÷3 ÷3 ÷3 = 1/27）
360 × 23 = 2880
（360 ×2 ×2 ×2 = 2880）
36 × 5−1 = 7.2
（36 ÷5 = 7.2）

## 負の整数と負でない整数の形式的な構成
有理数の場合と同様、整数を自然数の順序対 (a, b) （これは整数 a − b を表していると考えることができる）を下に述べるようにして同一視したものとして定義することによって自然数の集合Nを整数の集合Zに拡張できる。これらの順序対に対する加法と乗法の拡張は以下の規則による。
(a, b) + (c, d) = (a + c, b + d)
(a, b) × (c, d) = (a × c + b × d, a × d + b × c)
ここで以下の規則により、これらの順序対に同値関係 ~ を定義する。
(a, b) ~ (c, d) となるのは a + d = b + c なる場合、およびこの場合に限る
この同値関係は上記の加法と乗法の定義と矛盾せず、ZをN2の ~ による商集合として定義できる。すなわち2つの順序対 (a, b) と (c, d) が上記の意味で同値であるとき同一視する。
さらに以下の通り全順序をZに定義できる。
(a, b) ≤ (c, d) となるのは a + d ≤ b + c となる場合、およびこの場合に限る
これにより加法の零元が (a, a) の形式で、(a, b) の加法の逆元が (b, a) の形式で、乗法の単位元が (a + 1, a) の形式で導かれ、減法の定義が以下のように導かれる。
(a, b) − (c, d) = (a + d, b + c).

## 負の数の起源
長い間、問題に対する負の解は「誤り」であると考えられていた。これは、負数を実世界で見付けることができなかったためである（例えば、負数のリンゴを持つことはできない）。その抽象概念は早ければ紀元前100年 – 紀元前50年には認識されていた。中国の『九章算術』には図の面積を求める方法が含まれている。赤い算木で正の係数を、黒い算木で負の係数を示し、負の数がかかわる連立方程式を解くことができた。紀元後7世紀ごろに書かれた古代インドの『バクシャーリー写本』は"+"を負符号として使い、負の数による計算を行っていた。これらが現在知られている最古の負の数の使用である。
プトレマイオス朝エジプトではディオファントスが3世紀に『算術』で 4x + 20 = 0 （解は負となる）と等価な方程式に言及し、この方程式はばかげていると言っており、古代地中海世界に負数の概念がなかったことを示している。
7世紀の間に、負数はインドで負債を表すために使われていた。インドの数学者ブラーマグプタは『ブラーフマスプタ・シッダーンタ』（628年）において、今日も使われている一般化された形式の解の公式を作るために、負数を使うことについて論じている。彼は二次方程式の負の解を発見し、負数と零が関わる演算に関する規則も与えている。彼は正数を「財産」、零を「0 (cipher)」、負の数を「借金」と呼んだ。12世紀のインドで、バースカラ2世も二次方程式に負の根を与えていたが、問題の文脈では不適切なものとして負の根を拒絶している。
8世紀以降、イスラム世界はブラーマグプタの著書のアラビア語訳から負の数を学び、紀元1000年頃までには、アラブの数学者は負債に負の数を使うことを理解していた。
負の数の知識は、最終的にアラビア語とインド語の著書のラテン語訳を通してヨーロッパに到達した。
しかし、ヨーロッパの数学者はそのほとんどが、17世紀まで負数の概念に抵抗を見せた。ただしフィボナッチは、『算盤の書』（1202年）の第13章で負数を負債と解釈し、後には『精華』で損失と解釈して金融問題に負の解を認めた。同時に、中国人は右端のゼロでない桁に斜線を引くことによって負数を表した。ヨーロッパ人の著書で負数が使われたのは、15世紀中のシュケによるものが最初であった。彼は負数を指数として使ったが、「馬鹿げた数」であると呼んだ。
イギリスの数学者フランシス・マセレスは1759年、負数は存在しないという結論に達した。
負数は現代まで十分に理解されていなかった。つい18世紀まで、スイスの数学者レオンハルト・オイラーは負数が無限大より大きいと信じており（この見解はジョン・ウォリスと共通である）、方程式が返すあらゆる負の解を意味がないものとして無視することが普通だった。負数が無限大より大きいという論拠は、{\displaystyle {\frac {1}{x}}} の商と、x が正の側から x = 0 の点に近づき、交差した時何が起きるかの考察によって生じている。

## 一般化

### 正の行列
正行列
実行列Aについて、Aが負でないということを、Aのすべての成分が負でない、というふうに定めることができる。このとき、実行列のうちには正とも負とも言えないものもあることになる。また、実行列Aについて、Aの全ての正方部分行列の行列式が負でないとき、Aのことを完全に非負（行列理論）あるいは、完全に正（コンピュータ科学者）と呼ぶことがある。
正定値行列
一方で、線形代数学的な観点から、実対称行列やより一般に複素エルミート行列について、上とは異なった正負の概念がしばしば用いられる。エルミート行列Aは、その固有値の全てが負でないときに、負でない（あるいは単に、正である）とよばれる。Aが負でないということはある行列BについてAが B*.Bと書けることと同値になる（行列の定値性も参照）。無限次元の場合として、函数解析学における正作用素の概念が対応する。

### 正錐
抽象代数学の言葉では、正の数の全体 P は実数全体 ℝ の正錐と呼ばれる対象を成す。これにより ℝ は加法に関して順序群、加法と乗法に関して順序体と呼ばれる構造を持ち、また逆に、順序群や順序体としての ℝ の正錐 P が与えられれば「正の数とは P の任意の元のことである」と述べることができる。
xy-平面 ℝ2 の第一象限や  xyz-空間 ℝ3 の x > 0, y > 0, z > 0 なる八分象限 などが順序線型空間としての正錐の例であり、この構造に「錐」の名称がつけられている理由をみることができる。
これらのような順序構造において、正錐はそれぞれの付加構造によって記述できる良い性質を様々に持つ。
函数解析学における正作用素全体の成す凸錐もまたそのような例であり、より抽象的にバナッハ環、C*-環における正の元などが考察の対象となる。